# Vår tids hjälte

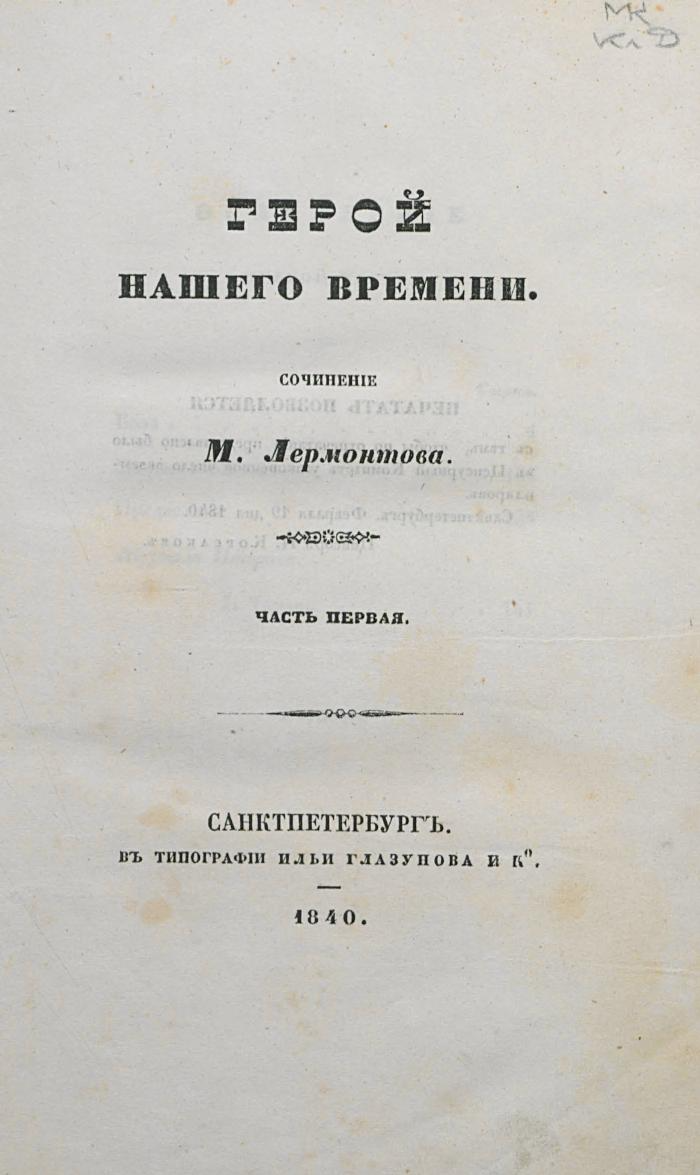
Förstaupplagans titelblad

Vår tids hjälte (ryska: Герой нашего времени: Geroj nasjego vremeni) är en roman från 1840 av den ryske författaren Michail Lermontov. Handlingen kretsar kring den impulsive och manipulative Petjorin, som nyligen dött och efterlämnat sina dagböcker. Romanen är uppdelad i fem delar och har tre berättare: en ung rysk officer som reser genom Kaukasus, en äldre officer som varit stationerad med Petjorin, samt Petjorin själv genom sina dagböcker.
Det var den enda roman av Lermontov som gavs ut under författarens levnad. Den blev mycket uppmärksammad vid utgivningen och har förblivit läst och studerad. Romanen använder grepp och ett persongalleri från romantikens litteratur på ett ovanligt sätt, som får realistiska effekter. Den har ofta diskuterats utifrån den politiska situationen under tsar Nikolaj I.
Boken gavs ut på svenska första gången 1844. Nyöversättningar har givits ut 1888, 1926 och 1958.